# الأمير تشارلز، كونت فلاندرز
الأمير تشارلز، كونت فلاندرز (10 أكتوبر 1903 - 1 يونيو 1983) بالإنجليزية ( Prince Charles of Belgium, Count of Flanders) هو ثاني أبناء الملك ألبرت الأول ملك بلجيكا وزوجته إليزابيث . ولد في بروكسل ، وكان يحكم بلجيكا من عام 1944 حتى عام 1950 بدلاً من شقيقه الأكبر الملك ليوبولد الثالث ، حتى سُمِح ليوبولد بالعودة إلى بلجيكا. بعد فترة وجيزة من عوده ليوبولد واستئناف واجباته الملكية ، تنازل الملك ليوبولد الثالث لصالح وريث الحكم ابنه الأكبر بودوان بدلا من أخيه الأمير تشارلز.
خلال الحرب العالمية الثانية ، عُرف الأمير تشارلز باسم الجنرال دو بوك ، وكان يخفي هويته لأسباب أمنية. كان لديه شراكة وتعاون مع قاعدة القوات الجوية الملكية في قرية هالوفينتين (RAF Hullavington) حيث كان يتمركز كبار ضباط دول الحلفاء أو يتم نقلهم من وإلى القاعدة.

## النشأة
خلال الحرب العالمية الأولى ، تم إرسال أطفال العائلة المالكة البلجيكية إلى المملكة المتحدة بينما بقي الملك ألبرت الأول (ملك بلجيكا في ذلك الوقت) في بلجيكا خلف الجبهة الفلمنكية الغربية . وفي عام 1915 التحق الأمير تشارلز بمدرسة ويكسنفورد في ووكينغهام ، باركشير، وفي عام 1917 انتقل إلى الكلية البحرية الملكية في اوزبورن، وبعد عامين انتقل إلى الكلية البحرية الملكية البريطانية (المعروفة باسم دارتموث). وفي عام 1926 حصل على رتبة ملازم ثانوي (رتبة عسكرية اقل من رتبة الملازم) في البحرية الملكية البريطانية . في وقت لاحق من ذلك العام عاد إلى بلجيكا والتحق بالمدرسة العسكرية الملكية في بروكسل.

## روابط خارجية
- الأمير تشارلز، كونت فلاندرز على موقع مونزينجر (الألمانية)